# Thomas Lavachery
Thomas Lavachery, né le 11 septembre 1966 à Bruxelles (province de Brabant), est un historien de l'art, cinéaste, écrivain et scénariste de bande dessinée belge.

## Biographie

### Jeunesse et formation
Thomas Lavachery naît le 11 septembre 1966 à Bruxelles. Il est issu d'une mère dessinatrice de presse puis antiquaire et d’un père pédagogue, il a une sœur adoptive, originaire de Corée,. Il est le petit-fils de l'archéologue Henri Lavachery. Il grandit entourés d’animaux qui le fascinent. Plus tard, il en fait des personnages à part entière dans ses livres. Sa première passion est la bande dessinée, et ses héros d’enfance se nomment Franquin, Jijé, Peyo, ou encore Tillieux. Il apprend le dessin et montre ses premières planches à Albert Blesteau et Daniel Kox, des auteurs habitant son quartier. À 18 ans, il fait paraître comme auteur complet trois courts récits de trois planches sous le pseudonyme de Toma dans l'hebdomadaire de bande dessinée Tintin dirigé par Jean-Luc Vernal. La série humoristique Michaël Klein met en scène un héros hollywoodien à tête de reptile.
En même temps, il découvre la littérature et se rêve romancier.
Il entreprend des études d’histoire de l’art, dans la section « Civilisations non européennes » à l’Université libre de Bruxelles, d'où il sort diplômé, muni d'une licence en histoire de l'art et archéologie.

### Carrière
Pour le journal La Croix, il adapte en bande dessinée la série télévisée de marionnettes Téléchat, créée par Roland Topor. Il est également auteur de documentaires, et il réalise un film sur l'expédition de son grand-père sur le trois-mâts Mercator à l'île de Pâques en 1934.
Il est surtout connu comme écrivain de romans destinés à un lectorat adolescent. Les aventures de Bjorn le Morphir (heroic fantasy) comptent huit tomes. Il adapte cette saga en bande dessinée avec la collaboration du dessinateur Thomas Gilbert.
Thomas Lavachery publie aussi des ouvrages pour un public plus jeune : La Colère des MacGregor (écrit en collaboration avec une classe de CM2), Tor et les gnomes, Tor et le troll... Il est par ailleurs auteur-illustrateur d'albums pour enfants : Jojo de la jungle, Padouk s'en va, livre qui traite de la disparition d'un être cher, Ma famille verte, inspiré de l'expérience de sa sœur adoptive…
Il propose une initiation personnelle au métier d'écrivain dans L’Artisanat du roman : Initiation à l’écriture créative, publié par L'École des Loisirs en 2024.
En 2025, il retrouve le dessinateur Thomas Gilbert, pour une aventure policière du roman graphique Caballero Bueno - Une enquête de l'inspecteur Valverde publiée aux éditions Rue de Sèvres, déjà en charge des rééditions de Bjorn le Morphir. L'ouvrage a pour cadre l’île de Pâques dans les années 1930 où l'inspecteur Valverde doit résoudre un crime.
Il est également enseignant à l'Université Lille III, où il donne un cours de pratique de l'écriture aux étudiants du master « Littérature de jeunesse ». Depuis 2021, il est également chargé d'un cours de narration à l'IHECS, Institut des hautes études des communications sociales.[réf. nécessaire]
En 2020, 2021 et 2022, il est sélectionné pour le prestigieux prix international suédois, le prix commémoratif Astrid-Lindgren,, et en 2022, pour le prix Hans-Christian-Andersen, catégorie Écriture.

### Vie privée
Il vit à Bruxelles et est marié à Nathalie.

## Publications

### Romans jeunesse
- Bjorn le Morphir[15], L'École des Loisirs, 2004. Prix Sorcières, Prix de la Semaine Paul Hurtmans du livre de jeunesse[15].
- Bjorn aux enfers : Le prince oublié, L'École des Loisirs, 2005.
- Bjorn aux enfers II : La Mort du loup, L'École des Loisirs, 2005.
- Bjorn aux enfers III : Au cœur du Tanarbrok, L'École des Loisirs, 2006.
- Bjorn aux enfers IV : La Reine bleue, L'École des Loisirs, 2008.
- 2 pouces et demi, Bayard, 2009.
- La Colère des MacGregor, Bayard, 2010.
- C'est l'aventure ! L'École des Loisirs, 2010 (recueil de nouvelles collectif).
- Bjorn aux armées I : Le Jarlal, L'École des Loisirs, 2010.
- Bjorn aux armées II : Les Mille Bannières, L'École des Loisirs, 2012.
- Ramulf, L'École des Loisirs, 2015.
- Tor et les gnomes[16], L'École des Loisirs, 2015.
- Tor et le troll[17], L'École des Loisirs, 2015.
- Tor et les garnements, L'École des Loisirs, 2017.
- Bjorn aux armées III : La Reconquête, L'École des Loisirs, 2017
- Tor et le prisonnier, L'École des Loisirs, 2018.
- Rumeur, L'École des Loisirs, 2019  (ISBN 978-2-211-23885-4).
- Le Voyage de Fulmir, L’École des Loisirs, coll. « Médium », 2019, 199 p. (ISBN 9782211301176)
- Tor et le cow-boy, L’École des Loisirs, 21 avril 2021, 88 p. (ISBN 978-2211305006)
- Henri dans l'île, L'École des Loisirs, 2022, 230 p.  (ISBN 9782211315647)
- Les Enfants de Chatom, L'École des Loisirs, 2024, 205 p.  (ISBN 9782211339636)
- Un démon parmi nous, L'École des Loisirs, 2025, 147 p.  (ISBN 9782211344241)

### Albums jeunesse
- Jojo de la jungle[18], L'École des Loisirs, 2010.
- J'irai voir les Sioux, L'École des Loisirs, 2011.
- Padouk s'en va, L'École des Loisirs, 2011.
- Trois histoires de Jojo de la jungle, L'École des Loisirs, 2013  (ISBN 9782211212625).
- Roussette et les Zaffreux[19], Pastel, 2016  (ISBN 9782211225748).
- Ma famille verte[20], Pastel, 2017  (ISBN 9782211231947).
- Lilly sous la mer, Pastel, 2021  (ISBN 9782211307338).
- Potomoc. Pour les artistes du coloriage, L’École des Loisirs, 2024  (ISBN 9782211330701).

### Récits, essais
- Île de Pâques 1934, deux hommes pour un mystère, Labor, coll. « Histoire », 2005  (ISBN 9782804020910).
- Itatinémaux, Éditions Aden, 2014  (ISBN 9782805920615).
- Thomas Lavachery, la cuisine d'un auteur, Fédération Wallonie-Bruxelles, 2019.
- Un zoo à soi, L’École des Loisirs, 21 avril 2021, 128 p. (ISBN 978-2211305389)
- L’Artisanat du roman. Initiation à l’écriture créative[21], L’École des loisirs, 2024, 302 p. (ISBN 9782211321181).

### Littérature générale
- Le Cercle, roman[22], Noville-sur-Mehaigne, Éditions Esperluète, 2021, 64 p.  (ISBN 9782359841367).
- Le Netsuke, roman[23], Éditions Esperluète, 2022, 192 p.  (ISBN 9782359841572).

### Albums de bande dessinée

#### Bjorn le Morphir
- 1. Naissance d'un morphir, Casterman, Bruxelles, 26 août 2009
Scénario : Thomas Lavachery - Dessin et couleurs : Thomas Gilbert -  (ISBN 978-2-203-00740-6),Rue de Sèvres, 2015 (réédition).
- 2. Dans l'enfer des enfers[24], Casterman, Bruxelles, janvier 2011
Scénario : Thomas Lavachery - Dessin et couleurs : Thomas Gilbert -  (ISBN 978-2-203-03338-2),Rue de Sèvres, 2015 (réédition).
- 3. La Reine des enfers, Casterman, Bruxelles, 25 janvier 2012
Scénario : Thomas Lavachery - Dessin et couleurs : Thomas Gilbert -  (ISBN 978-2-203-04705-1),Rue de Sèvres, 2015 (réédition)[25].
- 4. La Reine bleue, Casterman, Bruxelles, 2 janvier 2013
Scénario : Thomas Lavachery - Dessin et couleurs : Thomas Gilbert -  (ISBN 978-2-203-06638-0)
- 4. Les Armées du roi, Rue de Sèvres, Paris, 18 mars 2015
Scénario : Thomas Lavachery - Dessin et couleurs : Thomas Gilbert -  (ISBN 978-2-369-81153-4)
- 5. Le Choc des armées[26], Rue de Sèvres, Paris, 16 mars 2016
Scénario : Thomas Lavachery - Dessin et couleurs : Thomas Gilbert -  (ISBN 978-2-369-81292-0)
- 6. L'Armée des steppes[27], Rue de Sèvres, Paris, 22 mars 2017
Scénario : Thomas Lavachery - Dessin et couleurs : Thomas Gilbert -  (ISBN 978-2-369-81445-0)
- 7. La Revanche du Morphir, Rue de Sèvres, Paris, 7 mars 2018
Scénario : Thomas Lavachery - Dessin et couleurs : Thomas Gilbert -  (ISBN 978-2-369-81681-2)

### Romans graphiques
- Caballero Bueno - Une enquête de l'inspecteur Valverde[9],[28],[29],[10],[30], Rue de Sèvres, Paris, 23 avril 2025
Scénario : Thomas Lavachery - Dessin et couleurs : Thomas Gilbert -  (ISBN 978-2-8102-0803-6)

### En revues et journaux
Sous le pseudonyme Toma
- Michaël Klein : L'Évincé[5], 3 planches, Tintin, édition belge no 21 du 22 mai 1984 ;  édition française du Nouveau Tintin no 454 ;
- Michaël Klein : Star en danger[5], 3 planches, Tintin, édition belge no 27 du 3 juillet 1984 ;  édition française du Nouveau Tintin no 460 ;
- Michaël Klein : Stars et pyramides[5], 3 planches, Tintin, édition belge no 10 du 5 mars 1985 ;  édition française du Nouveau Tintin no 495.

## Filmographie
- Un monde sans père ni mari, documentaire réalisé avec Éric Blavier, Y.C. Aligator Film, 2000.
- L'Homme de Pâques[31], documentaire réalisé avec Denis Roussel, Y.C. Aligator Film, 2002.

## Prix et distinctions
- 2005 : prix Libbylit[32], décerné par l'IBBY, pour Bjorn aux enfers ;
- 2006 :  prix Sorcières pour Bjorn le Morphir[15] ;
- 2008 : (international) « Honour List »[33] de l'IBBY, pour Bjorn le Morphir ;
- 2012 : prix de la Semaine Paul Hurtmans du livre de jeunesse[34] pour Bjorn le Morphir ;
- 2015 : prix Libbylit[32], décerné par l'IBBY pour Ramulf ;
- 2017 : prix Scam Belgique (Société civile des auteurs multimédia, Belgique), catégorie Texte et image[35] ;
- 2018-2021 : Grand prix triennal de littérature de jeunesse de la Fédération Wallonie-Bruxelles[36] pour l'ensemble de son œuvre ;
- 2020, 2021 et 2022 :  Sélections Prix commémoratif Astrid-Lindgren[11],[12] ;
- 2022 : 
  -  Sélection prix Hans-Christian-Andersen[13], dans la catégorie Écriture ;
  -  prix Sorcières[37] Catégorie Carrément passionnant mini, pour Lilly sous la mer.

#### Livres
: document utilisé comme source pour la rédaction de cet article.
- Pascale Eben et Karine Magis, Répertoire des auteurs et illustrateurs de livres pour l'enfance et la jeunesse en Wallonie et à Bruxelles, Bruxelles, Wallonie-Bruxelles International, 2014, 192 p., ill. ; 26 cm (ISBN 9782930758008 et 2930758007, OCLC 944278134, lire en ligne), p. 111.
- Éric Van Beuren, « Téléchat, la série faite à la main et au beurre d'anchois », Tana Éditions, 2017.
- Thomas Lavachery, la cuisine d'un auteur, Fédération Wallonie-Bruxelles, 2019, PDF (lire en ligne)Plaquette d’accompagnement de l’exposition « Thomas Lavachery, la cuisine d’un auteur ».
- Sylvie Dodeller, Thomas Lavachery, romancier au long cours, L'École des Loisirs, coll. « Mon écrivain préféré », mars 2020, 96 p., ill. ; 21 cm ; PDF (ISBN 978-2-211-12675-5 et 2211126758, OCLC 1228723494, lire en ligne). .

#### Périodiques
- Brigitte Catoire, « Histoires de "Morphir". Entretien avec Thomas Lavachery », Argos (CRDP de Créteil), no 38, octobre 2005, p. 18-19.
- Maggy Rayet, « Et les ados aussi... : Thomas Lavachery : du film documentaire au roman merveilleux », Lectures, Centre de lecture publique de la Communauté française, no 141,‎ mai - juin 2005, p. 76-77 (lire en ligne, consulté le 15 juin 2025).
- Laurence de Greef, « Thomas le morphir », entretien avec Thomas Lavachery, Citrouille, no 41, juin 2005, p. 5-6.
- Julie Proust-Tanguy, « Bjorn le Morphir de Thomas Lavachery, un roman de la collection « Médium » adapté en bande dessinée par Thomas Gilbert », L'École des lettres, 2009-2010, no 1, pp. 43–53.
- Incontournables 2012-2014, une sélection de 290 livres de jeunesse, Fédération Wallonie-Bruxelles, septembre 2014, pp. 9–14.
- « Thomas Lavachery, de la BD au roman fantastique », entretien avec Isabelle Decuyper, Lectures, la revue des bibliothèques, no 187, Fédération Wallonie-Bruxelles, septembre-octobre 2014, pp. 66–71.
- « Un morphir face à ses lecteurs. Entretien avec Thomas Lavachery », conversation avec Claude Riva, L'École des lettres : Le cinquantenaire de l'école des loisirs, août-septembre 2015, pp. 49–57.
- « Thomas Lavachery », entretien avec Clotilde Galland, Citrouille, revue des Librairies Sorcières, no 72, novembre 2015, p. 63.
- Natacha Wallez, « Thomas Lavachery de A à Z », Libbylit, no 123 , janvier-février 2016, pp. 3–8.
- « Thomas Lavachery, écrivain belge », entretien avec Marie Lallouet, Revue des livres pour enfants, no 287, mars 2016, pp. 157-161.
- Littérature de jeunesse et citoyenneté, un projet pour l'éducation à la philosophie et à la citoyenneté, Fédération Wallonie-Bruxelles, 2017, p. 67, p. 85.

#### Articles
- Laurence Bertels, « Les ados héroïques de Thomas Lavachery », La Libre Belgique,‎ 20 février 2015 (lire en ligne , consulté le 4 septembre 2024).

### Émissions de télévision
- Comment écrire un bon roman ? L’auteur Thomas Lavachery partage ses secrets d’artisan de la littérature, Entrez sans frapper sur RTBF, présentation : Jérôme Colin (30 min 6 s), 7 mars 2024.
- “Caballero Bueno” : le nouveau roman graphique de Thomas Lavachery émission Bonjour Bruxelles présentée par Vanessa Lhuillier sur BX1 (9 min 48 s), 14 mai 2025.

### Vidéographie
- [vidéo] « Thomas Lavachery parle de son travail d'auteur - partie 1 », sur YouTube, 16 avril 2020
- [vidéo] « Thomas Lavachery : L'illustration et l’écriture pour aventures », sur YouTube, 8 février 2024
- [vidéo] « Les Midis de l'Imaginaire : "Illustrer le roman" par Thomas Lavachery », sur YouTube, 19 février 2024